# País

Mapamundi con la división política actual por países.

Un país (del francés pays) es un territorio con características geográficas y culturales propias, que puede o no constituir un Estado soberano o una entidad política dentro de un Estado. También es utilizado como sinónimo de Estado, conjunto de instituciones políticas dotadas de territorio, población y soberanía.
A veces, partes de un Estado con una historia o cultura características son llamados países, especialmente por los oriundos del lugar, como por ejemplo Escocia, Gales, Inglaterra o Irlanda del Norte, países que conforman el Reino Unido. Puede referirse también a regiones o incluso comarcas sin grandes diferencias culturales con las de los alrededores. Este uso se da especialmente al hablar de las regiones naturales de Francia —el País de Auge, País de Buch, País de Caux, País de Sault, Países del Loira, el País Vasco francés, etc.— ya que la palabra «país» proviene del francés pays, idioma en el que el término también tiene esta polisemia. A su vez, el término francés procede del latín pagus.

## Nación
Nación tiene dos acepciones: la nación política, en la escena jurídico-política, es el sujeto político en el que reside el poder constituyente de un Estado; la nación cultural, concepto socio-ideológico más subjetivo y ambiguo que el anterior, puede definirse como una comunidad humana con ciertas características culturales comunes a las que se les dota de un sentido ético-político. La palabra nación se emplea en la vida cotidiana con múltiples significados: estado, país, territorio o habitantes de ellos, etnia y otros.
En España se da el caso de las nacionalidades históricas, realidad nacional, carácter nacional o, simplemente, nacionalidad; son términos acuñados ad hoc para la política de este país, usados para designar a aquellas comunidades autónomas con una identidad colectiva, lingüística y/o cultural diferenciada, según sus estatutos autonómicos, del resto del Estado. Además, también se utiliza la palabra país en el propio nombre de la comunidad autónoma del País Vasco. Por otro lado, las regiones catalanoparlantes (incluida Andorra) son a menudo denominadas Países Catalanes. Finalmente, tanto en el discurso político actual como en el habla popular en Galicia, es de uso extendido el término país para referirse a esta comunidad histórica. Un ejemplo de este uso se encuentra en el etiquetado de ciertos productos de origen gallego (e.g. queso del país, vino del país).

## Estado
Un Estado es un conjunto de instituciones que poseen la autoridad para establecer las normas que regulan una sociedad, teniendo soberanía interna y externa sobre un territorio definido. El Estado incluye el control de instituciones tales como las Fuerzas armadas, administración pública, los tribunales y la policía.

### Estado nación
Según algunas escuelas de ciencia política, un estado nación se caracteriza por tener un territorio claramente definido, una población constante, si bien no fija, y un gobierno. Otros atributos menores son un ejército permanente y un cuerpo de representación diplomática, es decir, una política exterior.
El Estado Nación se crea, históricamente, mediante el tratado de Westfalia, al finalizar la guerra de los 30 años (1648). Mediante este tratado finaliza el antiguo orden feudal y se da paso a organizaciones territoriales y poblacionales definidas en torno a un gobierno que reconoce sus límites espaciales, y por lo tanto, de poder.

### Forma de gobierno
La forma de gobierno es un término que se refiere al conjunto de las instituciones políticas mediante las cuales un estado se organiza para ejercer sus poderes sobre una comunidad política. Existen diferentes formas de gobernar un estado, como pueden ser una monarquía, república u otros como un sistema unipartidista o una dictadura militar.

### Organizaciones internacionales
Diversas organizaciones internacionales, es decir, agrupaciones formadas por diversos estados, se han ido creando a lo largo del siglo XX. Las organizaciones internacionales pueden ser de diversos tipos:
- Científicas, como la Agencia Espacial Europea
- Económicas, como la APEC o la NAFTA y el Mercosur
- Lingüísticas, como la Comunidad de Países de Lengua Portuguesa
- Policíacas, como la Interpol
- Político-económicas, como la ONU, la Unión Europea o la Unión Africana

## País constituyente
País constituyente es un término a veces usado, normalmente por instituciones oficiales, en contextos en los cuales un número de países compone una larga entidad o agrupación (forma parte o constituye parte de); así la OCDE ha usado el término refiriéndose a la antigua Yugoslavia,
El Consejo de Europa organización establecida en 1949, de la que forman parte 49 Estados y centrada en la protección de los derechos humanos en Europa, no usa esta denominación en referencia a los 27 Estados miembros de la Unión Europea, sino que la Unión Europea es considerada una organización internacional. Los Tratados impulsados por el Consejo de Europa son firmados por los Estados miembros del Consejo de Europa y, en el caso de los 27 Estados miembros de la Unión Europea, la Unión Europea los ha firmado también, especificando la distribución de competencias en los casos en que la Unión Europea las tiene, como se puede ver en la lista de los tratados del Consejo de Europa firmados por la Unión Europea junto con estos aspectos (protocolos adicionales, declaraciones, etc...).

## Territorio dependiente
Los territorios dependientes son territorios que por diferentes razones no poseen privilegios de total independencia o soberanía y, por lo tanto, son gobernadas por otros estados, llamados metrópoli. Muchos de estos territorios pueden ser considerados como colonias.
Los territorios dependientes cuentan con un sistema administrativo diferente al de la metrópoli o a las unidades que conforman la metrópoli. Por lo general gozan de menores derechos administrativos y políticos que una subunidad nacional. Este tipo de administración varía según el nivel de dependencia del territorio. Así existen territorios completamente deshabitados.
La mayoría de estos estados dependientes corresponden a islas de baja población que no pueden sostener un gobierno autónomo.

## Frontera
Las fronteras son líneas invisibles que marcan el territorio de un país y que lo separan del o de los países colindantes. De esta forma se delimita el espacio en el que un país ejerce su soberanía. A pesar de ser líneas invisibles el control de fronteras evita que puedan pasar sin control personas y mercancías a través de las fronteras.

## Territorio disputado

Reclamaciones territoriales que caen sobre la Antártida.

Un territorio disputado es aquel territorio cuya soberanía es ambicionada por dos o más países. Normalmente la administración del territorio la lleva a cabo uno de los países que reclama la soberanía, mientras que el otro país no reconoce la soberanía sobre el territorio del otro país. Esto no suele ocurrir en áreas terrestres o marítimas sobre las que ninguno posee el control efectivo, como por ejemplo la Antártida, o solo lo tiene parcialmente. También se puede considerar como un territorio disputado a aquellas zonas que están administradas por dos gobiernos distintos, y por lo tanto están divididas; un ejemplo es la República Turca del Norte de Chipre y Chipre.

## Patriotismo
El patriotismo es una conexión emocional positiva con el país al que pertenece una persona. El patriotismo es un sentimiento de amor, devoción y apego a la patria. Este apego puede ser una combinación de muchos sentimientos y lenguaje diferentes relacionados con la patria, incluidos aspectos étnicos, culturales, políticos o históricos. Abarca un conjunto de conceptos estrechamente relacionados con el nacionalismo, principalmente el nacionalismo cívico y, a veces, el nacionalismo cultural.

## Economía

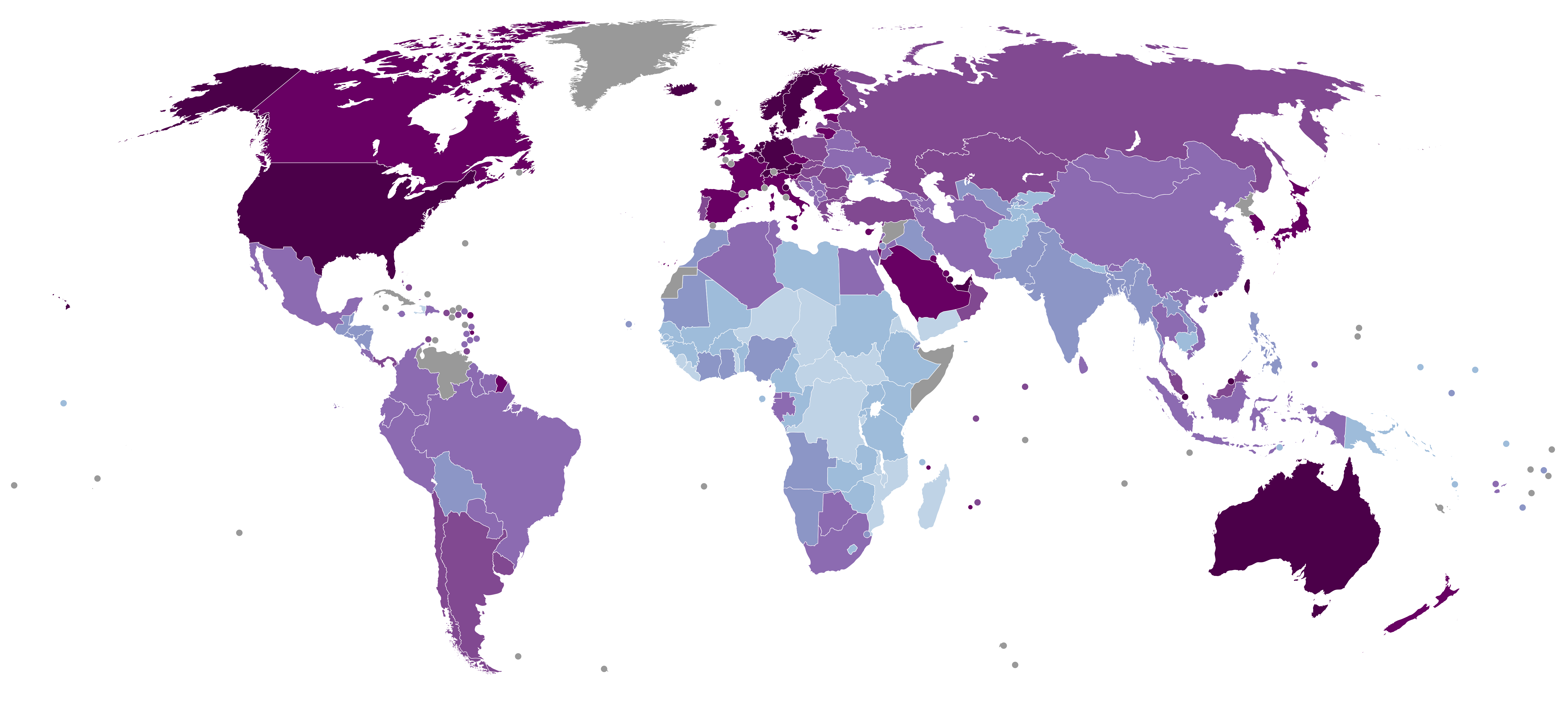
Producto interno bruto per cápita de 213 "países" (2020) (paridad de poder adquisitivo - dólares internacionales.

Varias organizaciones buscan identificar tendencias para producir clasificaciones de países según la economía. Los países a menudo se distinguen como países en desarrollo o países desarrollados.
El Departamento de Asuntos Económicos y Sociales de las Naciones Unidas produce anualmente el Informe sobre la situación y las perspectivas económicas mundiales, que clasifica a los estados como países desarrollados, economías en transición o países en desarrollo. El informe clasifica el desarrollo de los países en función del Producto nacional bruto (PNB) per cápita. La ONU identifica subgrupos dentro de categorías amplias en función de la ubicación geográfica o criterios ad hoc. La ONU describe las regiones geográficas para las economías en desarrollo como África, Asia Oriental, Asia Meridional, Asia Occidental, América Latina y el Caribe. El informe de 2019 reconoce solo a los países desarrollados de América del Norte, Europa, Asia y el Pacífico. La mayoría de las economías en transición y los países en desarrollo se encuentran en África, Asia, América Latina y el Caribe.
El Banco Mundial también clasifica a los países según el PNB per cápita. El Atlas del Banco Mundial clasifica a los países como economías de bajos ingresos, economías de ingresos medianos bajos, economías de ingresos medianos altos o economías de ingresos altos. Para el año fiscal 2020, el Banco Mundial define las economías de bajos ingresos como países con un INB per cápita de $1,025 o menos en 2018; economías de ingresos medianos bajos como países con un PNB per cápita entre $1,026 y $3,995; economías de ingresos medianos altos como países con un PNB per cápita entre $3,996 y $12,375; Las economías de altos ingresos son aquellas con un ingreso nacional bruto (PNB) per cápita de 12.376 dólares o más.
El Banco Mundial también identifica tendencias regionales. El Banco Mundial define sus regiones como Asia oriental y el Pacífico, Europa y Asia central, América Latina y el Caribe, Oriente Medio y el norte de África, América del Norte, Asia meridional y África subsahariana. Por último, el Banco Mundial distingue a los países en función de sus políticas operativas. Las tres categorías incluyen a los países de la Asociación Internacional de Fomento (AIF), los países del Banco Internacional de Reconstrucción y Fomento (BIRF) y los países de la categoría Blend.

### Anexos de países
- Por superficie
- Por población
- Por densidad de población
- Países miembros de Naciones Unidas
- Cuya capital no es la ciudad más poblada
- Por altura máxima de rascacielos
- Consumo / Producción / Importación / Exportación de petróleo
- Por igualdad de ingreso
- Por Índice de Desarrollo Humano
- Por Índice Prescott-Allen
- Por kilómetros de Carretera / Red ferroviaria / Vías fluviales
- Por longitud de costa
- Por PIB (nominal)
- Por PIB (nominal) per cápita
- Por PIB (PPA)
- Por PIB (PPA) per cápita